# همیشه پای یک زن در میان است
همیشه پای یک زن در میان است فیلمی ایرانی به کارگردانی کمال تبریزی و تهیه کنندگی محسن علی اکبری محصول سال ۱۳۸۶ میباشد. ژانر فیلم از نوع فانتزی کمدی است و محل فیلمبرداری آن تهران بوده است. این فیلم اقتباسی از داستان غیرقابل چاپ اثر سید مهدی شجاعی است. این فیلم توسط شرکت تصویر دنیای هنر توزیع شد.
اکران این فیلم را شرکت سینمایی هفت آسمان انجام داده است. پخش خانگی را هم شرکت‌ تصویر دنیای هنر و موسسه هنر هشتم به صورت مشترک در دست داشته اند.

## خلاصه داستان
فیلم روایتگر زن و شوهری جوان است که به رغم یک ازدواج عاشقانه کارشان به طلاق خصمانه رسیده و در این میان پای افراد زیادی به ماجرا باز می‌شود.

## بازیگران
- گلشیفته فراهانی
- حبیب رضایی
- مهران مدیری
- رضا کیانیان
- آهو خردمند
- سیاوش چراغی‌پور
- حسن معجونی
- شبنم مقدمی
- اسماعیل خلج
- صبا کمالی
- مهران رجبی
- عیسی یوسفی پور
- راحله خیراللهی
- هنگامه صالحی
- پیام دهکردی
- مهری مهرنیا

## جوایز

### بیست و ششمین دوره جشنواره فیلم فجر
| بخش                           | نامزد           | نتیجه    |
| ----------------------------- | --------------- | -------- |
| بهترین بازیگر نقش اول مرد     | حبیب رضایی      | نامزدشده |
| بهترین بازیگر نقش اول زن      | گلشیفته فراهانی | نامزدشده |
| بهترین بازیگر نقش مکمل مرد    | سیاوش چراغی‌پور  | نامزدشده |
| بهترین بازیگر نقش مکمل مرد    | مهران مدیری     | نامزدشده |
| بهترین فیلم از نگاه تماشاگران | محسن علی‌اکبری   | برنده    |

### یازدهمین دوره جشن حافظ
| بخش                     | نامزد       | نتیجه    |
| ----------------------- | ----------- | -------- |
| بهترین بازیگر مرد سینما | رضا کیانیان | نامزدشده |